# Baoxing, Jiayin
Baoxing (kinesiska: 保兴, 保兴乡) är en socken i Kina. Den ligger i provinsen Heilongjiang, i den nordöstra delen av landet, omkring 430 kilometer nordost om provinshuvudstaden Harbin. Antalet invånare är 6 575. Befolkningen består av 3 130 kvinnor och 3 445 män. Barn under 15 år utgör 14,0 %, vuxna 15-64 år 79 %, och äldre över 65 år 5,0 %.
Runt Baoxing är det glesbefolkat, med 14 invånare per kvadratkilometer. Baoxing är det största samhället i trakten. I omgivningarna runt Baoxing växer i huvudsak blandskog.
Genomsnittlig årsnederbörd är 1 031 millimeter. Den regnigaste månaden är juli, med i genomsnitt 247 mm nederbörd, och den torraste är januari, med 9 mm nederbörd.